# 2005 en droit
Cet article présente les faits marquants de l'année 2005 en droit.

## Chronologie

### Juin
- 30 juin, Cour européenne des droits de l'homme : arrêt Bosphorus. La CEDH se déclare compétente pour vérifier la conformité d'un acte national d'application d'un règlement communautaire au regard de la Convention, lorsqu'une marge nationale d'appréciation est laissée à l'État dans cette application.

## Décès
- 18 août 2005: Nicole Pradain, magistrate française et première procureure générale de France.